# Bergporlingsverwandte
Die Bergporlingsverwandten (Bondarzewiaceae) sind eine Pilzfamilie innerhalb der Ordnung der Täublingsartigen (Russulales). Die Fruchtkörper sind flach schichtartig ausgebreitet oder muschel-, zungen- oder konsolenförmig, bisweilen können sie auch clavarioid und fächerförmig verzweigt sein. Das Hymenium ist glatt, hydnoid oder poroid und das Hyphensystem meist dimitisch, während Schnallen und Zystiden in der Regel fehlen. Die Basidiosporen sind mehr oder weniger amyloid und kaum bis stark ornamentiert. Die Pilze leben parasitisch oder saprobiontisch auf Laub- oder Nadelbäumen. Die Arten der Typusgattung sind Porlinge, die früher in die Ordnung der Polyporales gestellt wurden. Die Familie enthält je nach Auffassung bis zu acht Gattungen und knapp bis zu 50 Arten. Die Platzierung vieler Gattungen ist umstritten oder noch nicht molekularbiologisch abgesichert worden.

## Merkmale
Die meist einjährigen Fruchtkörper der Bergporlingsverwandten sind flach ausgebreitet oder fächerförmig und nur selten gestielt und korallen- oder polsterförmig. Die Oberfläche ist meist filzig und das blasse Fleisch (Trama) weich bis zäh oder holzig. Das Hymenophor ist glatt, stachelig, zahnig oder poroid. Das Hyphensystem ist normalerweise dimitisch, das heißt, es sind sowohl generative als auch Skeletthyphen vorhanden. Die Skeletthyphen sind nicht oder nur wenig verzweigt, Schnallen können vorkommen oder fehlen. In der Regel bilden die Pilze aber zumindest in Kultur Schnallen. Neben den Basidien können auch Zystiden vorkommen, bei der Typusgattung fehlen sie. Die dünnwandigen, hyalinen Basidien sind keulig bis urnenförmig (urniform) und tragen zwei bis vier Sporen. Die Basidiosporen sind kugelig bis ellipsoid. In seltenen Fällen können sie auch mehr oder weniger zylindrisch sein. Sie sind amyloid, meist ornamentiert und dünn- bis dickwandig. Zahlreiche Vertreter bilden hyphomycetartige Nebenfruchtformen (Anamorphe). Die kleinen, dünn- bis dickwandigen Konidien werden von keuligen, konidiogenen Zellen gebildet, die auf zahlreichen Zähnchen sitzen.

## Gattungen
Ohne die anamorphe Gattung Spiniger wurden/werden bis zu acht Gattungen in die Familie gestellt. Bis auf die Bergporlinge und Wurzelschwämme ist die Einordnung dieser Gattungen in die Familie unsicher und bisher noch nicht molekularbiologisch abgesichert worden. Einige Gattungen, die früher in die Familie gestellt wurden, werden heute aufgrund von molekularbiologischen Untersuchungen anderen Familien zugeordnet. Dazu gehören zum Beispiel die Stachelrindenpilze (Gloiodon), die heute in die Familie der Ohrlöffelstachelingsverwandten (Auriscalpiaceae) gestellt werden. Die Gattung Sclerodon ist nach neueren Untersuchungen synonym zu Gloiodon. Auch die Gattung Wrightoporia sollte nicht mehr in die Familie der Bergporlingsverwandten gestellt werden, da die Gattung polyphyletisch und die Typusart Wrightoporia lenta nicht mit den Bergporlingen verwandt ist. K.-H. Larsson schlägt vor, die Gattung in die von W. Jülisch 1982 eingeführte Familie (Wrightoporiaceae) zu stellen.
Die Einordnung von Murrilloporus mit der Typusart Murrilloporus rutilantiformis  (Murrill) Ryvarden (Basionym: Trametes rutilantiformis) ist derzeit völlig unklar. T. Hattori stellte die Art 2003 in die Gattung Cristelloporia (Sistotremataceae/Hydnodontaceae). Unsicher ist auch die systematische Stellung der Gattung Rigidoporopsis mit der Typusart Rigidoporopsis amylospora. J. Stalpers stellte die Typusart 1996 als Amylosporus ryvardenii in die Gattung Amylosporus. Neuere Untersuchungen durch J.J. Chen und B.K. Cui zeigen, dass Amylosporus campbellii nicht mit den Bergporlingen verwandt ist. 
| Die Gattungen der Bergporlingsverwandten | |
| \| Gattungsname \| Beschreibung \| \| ------------------------------------ \| ------------------------------------------------------------------------------------------------------------------------------------------------------------------------------------------------------------------------------------------------------------------------------------------------------------------------------------------------------------------------------------------------------------------------------------------------------------------------------------------------------------------------------------------------------------------------------------------------------------------------------------------------------------------------------------------------------------------------------------------------------------------------------------------------------------------------ \| \| Amylaria Corner \| Die monotypische Gattung Amylaria hat clavarioide, fächerförmig verzweigte, mehr oder weniger ledrige Fruchtkörper, die teils auf dem Boden teils auf verrottendem Holz wachsen. Das Hyphensystem erscheint fast dimitisch und besteht aus dünnwandigen, knotig septierten und kaum aufgeblasenen, generativen Hyphen und dickwandigen Hyphen, die an Skeletthyphen erinnern. Gloeplere Hyphen oder Zystiden kommen nicht vor. Das Sporenpulver ist weiß. Die amyloiden, breit ellipsoiden Sporen haben eine etwas verdickte Sporenwand und sind grob dornig bis gratig ornamentiert. E.J.H. Corner schlug für die Gattung eine eigene, monotypische Familie, die Amylariaceae, vor.[4][5] \| \| Amylosporus Ryvarden \| Die Gattung hat fünf in den Tropen und Subtropen verbreitete Arten, in Europa ist die Gattung nicht vertreten. Die Fruchtkörper sind wenig gestielt bis resupinat und haben ein poroides Hymenophor. Das Hyphensystem ist dimitisch. Zystiden fehlen und die gloeopleren Hyphen sind oft nur schwer zu finden. Die überwiegend saprobiontischen Weißfäulepilze unterscheiden sich von den oft ähnlich aussehenden Bergporlingen durch ihr feinwarzig ornamentiertes Sporenornament. Neuste LSU-rDNA-Analysen zeigen, dass die Gattung nicht näher mit den Bergporlingen verwandt ist.[6][7] \| \| Bergporlinge Bondarzewia Singer \| Die Typusgattung hat weltweit vier Arten. In Europa ist sie durch den Gemeinen Bergporling (Bondarzewia mesenterica) vertreten. Die zähen, gestielten, meist graubraunen Porlinge haben keine Zystiden oder Schnallen. Dünnwandige generative Hyphen und Skeletthyphen bilden das dimitische Hyphensystem. Typisch für die Gattung sind die stark amyloiden und grob warzig ornamentierten Sporen.[8] \| \| Stecchericium D.A. Reid \| Ein unklares Taxon, dass von ähnlichen Gattungen wie Wrightoporia nur unzureichend abgegrenzt ist. Innerhalb der Gattung wurden weltweit sechs Arten beschrieben. In Europa hat die Gattung keinen Vertreter. Die Pilze haben ledrige, flach ausgebreitete bis zurückgebogene und fächerförmig werdende Fruchtkörper. Das Hymenophor ist hydnoid und besteht aus pfriemenförmigen, bis zu 2,5 mm langen Stacheln. Das Hyphensystem ist dimitisch. Neben den gloeopleren Hyphen findet man sulfopositive Gloeocystiden. Die amyloiden Basidiosporen sind ornamentiert.[9][10] \| \| Wurzelschwämme Heterobasidion Bref. \| Weltweit wurden 12 Arten beschrieben. In Europa kommen drei kaum zu unterscheidende Arten vor. Die Wurzelschwämme haben ausdauernde, unregelmäßige und mehr oder weniger konsolenförmige Fruchtkörper. Die Weißfäulepilze sind parasitische Porlinge die typischerweise an der Stammbasis fruktizieren. Die Jod indifferenten Sporen haben ein undeutliches, flachwarziges Sporenornament. Sowohl Schnallen, als auch Zystiden fehlen.[11] \| \| Rigidoporopsis I. Johans. & Ryvarden \| Weltweit sind drei Arten bekannt, in Europa ist die Gattung nicht vertreten. Die Gattung zeichnet sich durch einjährige, resupinate Fruchtkörper aus, die von harziger und trocken von harter Konsistenz sind. Die Porenschicht ist cremefarben bis blass braun, die Poren sind mittelgroß, rund bis eckig und nicht geschichtet. Der Kontext ist sehr dünn. Das Hyphensystem ist pseudo- oder semidimitisch, die generativen Hyphen sind einfach septiert (ohne Schnallen), daneben gibt es mehr goldgelbe, dickwandige Hyphen mit wenigen Septen, Zystiden fehlen. Die viersporigen Basidien sind deutlich gestielt und haben eine aufgeblasene Spitze. Die amyloiden, hyalinen Sporen sind ellipsoid und feinstachelig ornamentiert.[3] Die Gattung ist nach Auffassung von einigen Mykologen synonym zu Amylosporus. \| | |
| Gattungsname | Beschreibung |
| Amylaria Corner | Die monotypische Gattung Amylaria hat clavarioide, fächerförmig verzweigte, mehr oder weniger ledrige Fruchtkörper, die teils auf dem Boden teils auf verrottendem Holz wachsen. Das Hyphensystem erscheint fast dimitisch und besteht aus dünnwandigen, knotig septierten und kaum aufgeblasenen, generativen Hyphen und dickwandigen Hyphen, die an Skeletthyphen erinnern. Gloeplere Hyphen oder Zystiden kommen nicht vor. Das Sporenpulver ist weiß. Die amyloiden, breit ellipsoiden Sporen haben eine etwas verdickte Sporenwand und sind grob dornig bis gratig ornamentiert. E.J.H. Corner schlug für die Gattung eine eigene, monotypische Familie, die Amylariaceae, vor. |
| Amylosporus Ryvarden | Die Gattung hat fünf in den Tropen und Subtropen verbreitete Arten, in Europa ist die Gattung nicht vertreten. Die Fruchtkörper sind wenig gestielt bis resupinat und haben ein poroides Hymenophor. Das Hyphensystem ist dimitisch. Zystiden fehlen und die gloeopleren Hyphen sind oft nur schwer zu finden. Die überwiegend saprobiontischen Weißfäulepilze unterscheiden sich von den oft ähnlich aussehenden Bergporlingen durch ihr feinwarzig ornamentiertes Sporenornament. Neuste LSU-rDNA-Analysen zeigen, dass die Gattung nicht näher mit den Bergporlingen verwandt ist. |
| Bergporlinge Bondarzewia Singer | Die Typusgattung hat weltweit vier Arten. In Europa ist sie durch den Gemeinen Bergporling (Bondarzewia mesenterica) vertreten. Die zähen, gestielten, meist graubraunen Porlinge haben keine Zystiden oder Schnallen. Dünnwandige generative Hyphen und Skeletthyphen bilden das dimitische Hyphensystem. Typisch für die Gattung sind die stark amyloiden und grob warzig ornamentierten Sporen. |
| Stecchericium D.A. Reid | Ein unklares Taxon, dass von ähnlichen Gattungen wie Wrightoporia nur unzureichend abgegrenzt ist. Innerhalb der Gattung wurden weltweit sechs Arten beschrieben. In Europa hat die Gattung keinen Vertreter. Die Pilze haben ledrige, flach ausgebreitete bis zurückgebogene und fächerförmig werdende Fruchtkörper. Das Hymenophor ist hydnoid und besteht aus pfriemenförmigen, bis zu 2,5 mm langen Stacheln. Das Hyphensystem ist dimitisch. Neben den gloeopleren Hyphen findet man sulfopositive Gloeocystiden. Die amyloiden Basidiosporen sind ornamentiert. |
| Wurzelschwämme Heterobasidion Bref. | Weltweit wurden 12 Arten beschrieben. In Europa kommen drei kaum zu unterscheidende Arten vor. Die Wurzelschwämme haben ausdauernde, unregelmäßige und mehr oder weniger konsolenförmige Fruchtkörper. Die Weißfäulepilze sind parasitische Porlinge die typischerweise an der Stammbasis fruktizieren. Die Jod indifferenten Sporen haben ein undeutliches, flachwarziges Sporenornament. Sowohl Schnallen, als auch Zystiden fehlen. |
| Rigidoporopsis I. Johans. & Ryvarden | Weltweit sind drei Arten bekannt, in Europa ist die Gattung nicht vertreten. Die Gattung zeichnet sich durch einjährige, resupinate Fruchtkörper aus, die von harziger und trocken von harter Konsistenz sind. Die Porenschicht ist cremefarben bis blass braun, die Poren sind mittelgroß, rund bis eckig und nicht geschichtet. Der Kontext ist sehr dünn. Das Hyphensystem ist pseudo- oder semidimitisch, die generativen Hyphen sind einfach septiert (ohne Schnallen), daneben gibt es mehr goldgelbe, dickwandige Hyphen mit wenigen Septen, Zystiden fehlen. Die viersporigen Basidien sind deutlich gestielt und haben eine aufgeblasene Spitze. Die amyloiden, hyalinen Sporen sind ellipsoid und feinstachelig ornamentiert. Die Gattung ist nach Auffassung von einigen Mykologen synonym zu Amylosporus. |

## Verbreitung und Ökologie
Die Familie ist besonders in der gemäßigten Klimazone weit verbreitet. Die parasitischen oder saprobiotischen Weißfäulepilze leben auf Laub- oder Nadelholz.

## Bedeutung
Die nahe verwandten Arten der Gattung Heterobasidion sind in Nadelwaldbeständen auf der Nordhalbkugel die bedeutendsten Holzschädlinge. Der wirtschaftliche Schaden in Europa wird auf jährlich 800 Millionen Euro geschätzt. Besonders in frisch aufgestockten Nadelholzplantagen können die Pilze ganze Bestände absterben lassen. Die Wurzelschwämme infizieren ihren Wirtsbaum von der Wurzel her und erhöhen so auch die Windwurf und Bruchgefahr. Besonders im Holz von älteren Fichten erzeugen die Wurzelschwämme eine Rotfäule, die zu einer signifikanten Holzentwertung führt.

## Systematik

Maximum Likelihood Stammbaum der Bondarzewiaceae: Der Bondarzewiaceae-Ast ist dicker dargestellt, die Sequenz AF506430 ist grau dargestellt, mit ihr fällt der Bootstrap-Wert für den Bondarzewiaceae-Ast auf 59 %.

Die Familie der Bondarzewiaceae wurde 1957 von F. Kotlaba und Z. Pouzar für Nichtblätterpilze mit amyloiden und ornamentierten Sporen eingeführt. Neben der Typusgattung Bondarzewia stellten sie die Gattungen Amylaria und Hericium. Seitdem wurde die Familie mehrfach neu arrangiert und umgruppiert, um das Familienkonzept an den jeweils neusten Forschungsstand anzupassen. Den Anfang machte 1964 M. Donk, der die Gattung Hericium zur Typusgattung seiner neu erstellten Familie der Stachelbartverwandten (Hericiaceae) machte. Sechs Jahre später erstellte E. Corner auch für die Gattung Amylaria eine eigene, monotypische Familie, sodass Bondarzewia als einzige Gattung in der Familie verblieb. 1975 akzeptierte R. Singer dieses eingeschränkte Familienkonzept. Da er aber eine große Ähnlichkeit zwischen den Milchlingen und den Bergporlingen sah, glaubte er, dass beide Gattungen näher verwandt seien. Daher stellte er die Bondarzewiaceae in die Ordnung der Champignonartigen (Agaricales), die damals überwiegend eine Ordnung von Blätterpilzen war, weshalb auch Milchlinge und Täublinge dort eingeordnet wurden. Die Bergporlinge haben ähnlich ornamentierte Sporen wie die Täublingsverwandten und können bei Verletzung wie die Milchlinge eine Milch ausscheiden. 
W. Jülich (1981) glaubte hingegen nicht an eine Verwandtschaft von Bergporlingen und Blätterpilzen und schuf für sie die neue Ordnung Bondarzewiales. Neben die Typusfamilie der Bergporlingsverwandten stellte er die monotypischen Familien Hybogasteraceae und Amylariaceae.
1979 untersuchte der niederländische Mykologe J.A. Stalpers die Gattung der Wurzelschwämme (Heterobasidion) und die Bergporlingsverwandten (Bondarzewiaceae) und unterstützte M. Donk darin, die Gattung der Stachelbärte (Hericium) aus der Familie zu entfernen, da er die amyloiden, ornamentierten Sporen für das einzige, verbindende Merkmal hielt. In seiner Untersuchung fiel Stalpers besonders die Ähnlichkeit der Wurzelschwämme mit den Bergporlingen auf. Beide Gattungen sind dimitisch und beide bilden Fruchtkörper mit schnallenlosen Hyphen, können aber in Kultur (wenige) Schnallen bilden. Ebenso besitzen beide eine spinigerartige Nebenfruchtform und sind potente Weißfäulepilze, die Laccasen (Monophenoloxidasen, die zur typischen Enzymausstattung von Weißfäulepilzen gehören) bilden. Darüber hinaus kommen in beiden Gattungen parasitisch lebende Arten vor und außerdem besitzen laut Gluchoff-Fiasson sowohl die Bergporlinge als auch die Wurzelschwämme ein System von sulfoaldehyd-positiven gloeopleren Hyphen. Anders als Donk und Singer plädierte Stalpers dafür das Familienkonzept zu erweitern und so stellte er zusätzlich die Gattung der Wurzelschwämme und die Familie der Stachelschichtpilzverwandten (Echinodontiaceae) mit den Stachelschichtpilzen, den Hutkantenrindenpilzen (Laurilia) und der Gattung Wrightoporia in die Familie der Bergporlingsverwandten. Auch die Gattung Amylaria blieb bei ihm weiter in der Familie.
Die von M. Donk 1961 eingeführte und durch R. Gross 1964 überarbeitete Familie der Stachelschichtpilzverwandten (Echinodontiaceae) ist durch das ledrige bis holzige Fleisch, die konsolenförmigen bis stereoiden Fruchtkörper, das hydnoide oder glatte Hymenophor, die schnallentragenden Hyphen und ihre glatten bis ornamentierten, amyloiden Sporen, sowie durch ihre dickwandigen, inkrustierten Zystiden gekennzeichnet. Die Familie unterscheidet sich von den Bergporlingsverwandten (Bondarzewiaceae) durch die schnallentragenden Hyphen und die charakteristischen Zystiden. Stalpers hielt allerdings die gemeinsamen Merkmale für entscheidender. Beide Familien haben ein dimitisches (und in einigen Fällen ein trimitisches) Hyphensystem und Laurilia sulcata hat eine spinigerartige Nebenfruchtform. Das Vorkommen oder Fehlen von Schnallen hielt Stalpers für kein entscheidendes Merkmal und auch das Vorkommen oder Fehlen von Zystiden hielt er für vernachlässigbar. Deshalb schlug er vor auch die Stachelschichtpilze (Echinodontium), die Hutkantenrindenpilze (Laurilia) und die Gattung Wrightoporia in die Familie der Bergporlingsverwandten zu stellen. Dieses Familienkonzept steht im deutlichen Widerspruch zu M. Donks (1964) Auffassung, der Bergporlinge (Bondarzewia), Stachelschichtpilze (Echinodontium), Wurzelschwämme (Heterobasidium) und Hutkantenrindenpilze (Laurilia) für nicht verwandt hielt und die Gattungen in vier verschiedene Familien einordnete, nämlich die Bondarzewiaceae, die Echinodontiaceae, die Polyporaceae und die Stereaceae.
Die Verwandtschaftsverhältnisse der Bergporlingsverwandten wurden auch molekularbiologisch untersucht. Dabei kamen die verschiedenen Arbeitsgruppen zu teils widersprüchlichen Ergebnissen. Während die Bergporlinge und Wurzelschwämme in nahezu allen Stammbäumen eine Abstammungsgemeinschaft bildeten, war die Stellung der Stachelschichtpilze (Echinodontium) umstritten. Während Echinodontium tinctorium bei E. und K.H. Larsson 2003 und S. Miller und seinen Mitautoren 2006 ein Monophylum mit den Bergporlingen und den Wurzelschwämmen bilden (beide Arbeiten verwenden die gleiche Genbank-Sequenz AF506430), war Echinodontium tinctorium in anderen Arbeiten nahe mit der Gattung Amylostereum verwandt und einige Mykologen plädieren sogar dafür, die beiden Gattungen in der Familie der Stachelschichtpilzverwandten zu vereinen. Das Ergebnis von Larsson und Miller relativiert sich, wenn man berücksichtigt, dass die nahe verwandte Echinodontium ryvardenii (Genbank Nummer AF506431) auch bei ihnen eine verwandtschaftliche Nähe zur Gattung Amylostereum zeigt. Offensichtlich liegt bei der Genbank-Sequenz AF506430 ein Sequenzierungsfehler oder eine Verwechslung vor.
Die Verwandtschaft von Echinodontium und Amylostereum wurde durch eine Viergenanalyse durch Binder und Hibbett so stark untermauert, dass sie heute nicht mehr angezweifelt wird. Nicht zuletzt sprechen auch die Mikromerkmale für eine solche Verwandtschaft. In beiden Gattungen findet man zahlreiche konisch zulaufende und an der Spitze inkrustierte Zystiden. Eine weitere Gemeinsamkeit ist, dass beide Gattungen Nadelholz als Substrat nutzen.